# Weifaer Höhe
Die Weifaer Höhe (504,3 m) ist ein Berg in Sachsen, Landkreis Bautzen.
Er befindet sich ungefähr einen Kilometer nordöstlich der Ortschaft Weifa und gehört zum Lausitzer Bergland. An dem Berg entspringen das Waldwasser und die Pilke. 
Von der Weifaer Höhe  bietet sich ein   Rundblick auf die Gipfel des Isergebirges, den Jeschken sowie das Zittauer Gebirge mit seiner höchsten Erhebung, der Lausche. Auf böhmischer Seite sind sichtbar: das Kreibitzer Bergland, der Pirsken, der Růžovský vrch (Rosenberg), der Tanzplan und schließlich der Hohe Schneeberg. Ebenso erkennbar ist der Valtenberg und bei guter Sicht auch der langgezogene Kamm des Erzgebirges. 
Um 1800 trug der Berg den Namen die Heyde und ist im Gipfelbereich baumlos dargestellt.
Auf dem Gipfel befindet sich das Gebäude der Schurigbaude, benannt nach dem in den 1920er Jahren hier wirkenden Inhaber Alwin Schurig. Die Baude war zu DDR-Zeiten Ferienheim des VEB Strömungsmaschinenbau Pirna und ist seit den 1990er Jahren ungenutzt in Privatbesitz.
Das Tal zwischen der Weifaer Höhe und den gegenüberliegenden Bergen bei Wehrsdorf wird als Hölle bezeichnet. Das Wort wurde abgeleitet von Hohle, durch die hier benannte Eigenschaft nimmt die Rinnsale von den Bergen auf, bis sie zum Waldwasser werden. Hier lässt es sich im Winter  mit Skiern abfahren. Im Sommer bei strenger Hitze kann man allerdings das Tal wirklich als „Hölle“ wahrnehmen. 
Da die Berghänge sehr steil zum Sonnenstand geneigt sind, strahlt die Sonne hier noch warm, wenn es in den Bergen schon kühl ist. 
In der Nähe von Göda schließlich liegt das Dorf Dahren, nach ihm wurde der nordwestlich von der Weifaer Höhe gelegene 492 m hohe Dahrener Berg benannt. Das Rittergut Dahren erwarb die hier befindlichen Bergwälder. Die Forste sind heute im Besitz des Domstifts zu Bautzen.